# علم‌الدین شاتانی
عَلَمُ‌الدّین حسن بن سعید شاتانی (۱۱۱۶-۱۲۰۳م) (نسب: ابوعلی حسن بن سعید بن عبدالله بن بندار بن ابراهیم) فقیه، ادیب، شاعر و محدث عراقی در سدهٔ ششم هجری بود. همچنین سرپرستی بیمارستان موصل و امور وقف آن را برعهده داشت. در سال ۱۱۶۳م/ ۵۵۸ق به شام رفت؛ نورالدین زنگی و صلاح‌الدین ایوبی را مدح گفت. شاتانی، فقیه بود اما سرودن شعر براو چیره شد و از این راه کسب معاش می‌کرد. فنون شعری‌اش مدح، هجو، وصف، خمریات، غزل و نسیب است.